# Дракос, Георгиос
Георгиос Дракос (греч.  Γεώργιος Δράκος; 1788 — 1827, Халкис) — известный греческий военачальник, участник Освободительной войны Греции 1821—1829 годов.

## Семья
Георгиос Дракос родился в 1788 году в одном из 11 сёл образовывавших Сулиотскую конфедерацию (греч. Σουλιώτικη Συμπολιτεία) на юге Эпира — бывшей в период османского господства одной из основных греческих вольниц.
Отцом его был Димос Дракос, принадлежавший большому сулиотскому клану Дракосов, отличившийся в войнах против правителя османского Эпира Али-паши:A-327 и увековеченный народной Музой:А-330:
И Димос Дракос крикнул из Сули свысока
Куда вы прёте собаки Селихтар, Мухтар-паша
Здесь вам не Ламбровида, не Хормова
Детей и жён брать в цепи рабства
Здесь Сули страшное для турка
Здесь Дзавеласа бьёт вас баба
В 1803 году, после третьего похода Али-паши и устроенной им блокады, сулиоты были вынуждены совершить прорыв и перебрались на Ионические острова, находившиеся на тот момент под российским контролем.
Георгию Дракосу тогда было 15 лет.

## Освободительная война

### 1821 год
Али-паша вынашивал сепаратистские планы, которые искусно использовала греческая революционная организация Филики Этерия.
К середине 1820 года против Али были посланы войска 26 пашей, включая Хуршита-паши из Пелопоннеса, что оттягивало войска из южной Греции в преддверии греческого восстания. В этой межосманской войне греки воевали как на стороне Али-паши, так и на стороне султана.
300 сулиотов, под водительством Нотиса Боцариса и Кицоса Дзавеласа высадились с Керкиры в Эпире, заявив туркам, что хотят принять участие в войне против своего врага.
Когда сулиоты встали под стены Янины, Али-паша, чтобы нейтрализовать нового врага, сулиотов, предоставил им бумагу, где расписался что возвращает им Сули. 15 января 1821 года, накануне Греческой революции, состоялось возвращение Сули сулиотам. На подписанном документе албанцы клялись в том, что «кто из мусульман нарушит мир, пусть умрёт евреем», а сулиоты, «если греки нарушат договор, пусть умрут отступниками Христа»:А-344.
После начала Греческой революции в марте 1821 года, Хуршит-паша, возглавлявший султанские войска в войне против Али, получил приказ готовить свои силы в поход на юг Греции. Но он должен был каким то образом нейтрализовать опасность, которую представляли для турок вернувшиеся в свои горы сулиоты.
Первым делом он решил установить контроль над местностью «Пять колодцев» («Пенте пигадья — Πέντε Πηγάδια»), которая была дорожным узлом между Артой и Янина и была занята сулиотами с декабря 1820 года.
Первоначально на занятие этой позиции был послан Селим паша с 5 тысячами османских солдат, но он потерпел поражение от Маркоса Боцариса
После этого сулиоты стали угрожать крепости Тоскеси и Хуршит послал в помощь гарнизону 3.500 турок, под командованием албанца Сулджи Корча.
Тогда Георгиос Дракос с 350 сулиотами и его албанец побратим Мухурдари с 200 своих бойцов вновь заняли Пять колодцев и 15 сентября сразились с шедшей к Тоскеси турецкой колонной и одержали победу
Турки потеряли убитыми 200 человек, сулиоты 3, союзные им албанцы 12
Это было первое упоминание Георгиоса Дракоса в историографии, в качестве военачальника.

### 1822 год
Завязший событиями в Эпире, Хуршит-паша, после новых и неудачных дипломатических попыток нейтрализовать сулиотов, в мае 1822 года осадил Сули с 15 тысячным войском.
16 мая он обрушился на Сули с трёх сторон Ему противостояла всего тысяча сулиотов, которых возглавляли Георгиос Дракос, Г. Данглис, Нотис Боцарис, Насис Фотомарас, Тусас Зервас, Диамантис Зервас, Танасис Куцоникас — «все прославленные имена», как пишет Д. Фотиадис:В-199.
Под натиском пятнадцатикратных турецких сил, сулиоты сузили кольцо обороны и удерживали лишь Киафа, Аварико и Хониа — из последнего они брали питьевую воду.
29 мая, после генеральной атаки турок на Аварико, с Георгиосом Дракосом и Фотисом Бетирикосом осталось всего лишь 37 бойцов.
Дракос обратился к ним со словами, что они тоже могут отойти, «но знайте, что если турки возьмут Аварико, и мы и все сулиоты пропадут».
Все 37 бойцов остались на месте, отбивая атаку турецкого авангарда в 400 албанцев, которым были обещаны по 500 турецких грошей каждому если они сломят сопротивление этой горстки сулиотов.
Вскоре к Дракосу на помощь прибыли Нотис Боцарис, Йотис Данглис и Насис Фотомарас, но их перемещение создало угрозу в Киафе.
Здесь ситуацию бросились спасать сулиотки, «женщины с львиными сердцами». Бросив своих детей -«всё равно им прοпадать» — с металлическими с ломами деревянными кольями, сбрасывая камни на головы атаковавших турок, они пошли в атаку.
Теперь их мужей ничто не сдерживало. С кличами «О дера!», «О бура!», «Битаа!», они обрушились на турок и вынудили их искать спасение в Саманива.
То же повторилось в Аварико и Хониа, где в бой вступили до 300 женщин.
Отступившие турки дожидались темноты, чтобы уйти с безопасностью, но опытные в ночном бою сулиоты возобновили атаку, обратили турок в бегство и чуть было не взяли в плен самого Омер Вриони.
Христофор Перревос, который тогда сражался в рядах сулиотов пишет, что Хуршит, выйдя из своего шатра, обратился к небесам со словами «Аллах отнял мужество у магометан и подарил его гяурам».
Хуршит был вынужден бросить затею с Сули, оставил в Эпире Омера Вриони, а сам 18 июня отправился в Ларису, готовить поход в Морею, где повстанцы установили контроль практически над всей её территорией":В-202.

### 1823 год
Военно-политическая междоусобица среди восставших греков, имевшая место с самого начала восстания, к 1823 году приняла угрожающие размеры и не прекращалась, несмотря на мобилизацию всех сил Османской империи и её вассалов.
Отстранив ещё в 1821 году от руководства войной революционную организацию Филики Этерия подготовившую восстание, греческие землевладельцы и судовладельцы вступили в конфликт с видными военачальниками, главным образом с Теодором Колокотронисом на Пелопоннесе и Одиссеем Андруцосом и Георгием Караискакисом в Средней Греции.
Одновременно судовладельцы и политики, возглавляемые фанариотом Александром Маврокордатосом стали ориентировать восставшую Грецию на Британию:Δ-359.
Георгиос Дракос принял под свою защиту опального и преследуемого временным правительством Караискакиса в горах Аграфа в октябре 1823 года:В-385.

### 1824 год
В июле 1824 года, Георгиос Дракос, возглавляя свой отряд, принял участие в Сражении при Амблиани, которое историк Д. Фотиадис охарактеризовал как «одно из самых блестящих сражений Освободительной войны войны»:Г-45.
В сражении при Амблиани Дракос оборонял позицию IV:568, с которой возглавил своих бойцов в решительной контратаке:Г-46.
Дракос принял участие в последующих междуусобных столкновениях:Г-57.

### 1825 год
Согласно Д. Фотиадису, Дракос принял участие в Леонидовом сражении Папафлессаса при Маньяки в мае 1825 года:Г-367.
17 июля 1825 года Дракос принял участие в греческой победе при селе Профитис Илиас (пророк Илья):Δ 378.

### 1826 год
В апреле 1826 года, возглавляя вместе со своим братом Афанасием отряд в сотню сулиотов, Георгиос Дракос оказал поддержку прорывавшимся из Месолонгиона повстанцам, отбив атаку преследовавших их албанцев:Г-217.
В ноябре 1826 года, в ходе похода Г. Караискакиса по повторному освобождению Средней Греции, Дракос принял участие в победном для греческого оружия сражении при Арахове:Г-302, после чего и по приказу Караискакиса осадил крепость города Салона:Г-308.

### 1827 год — смерть Георгиоса Дракоса
После Араховы, Караискакис отправил Дракоса в гарнизон оставленный им в Дистомо, где в период 17-19 января 1827 года, Дракос принял участие в героической обороне этого гарнизона против войск Омера-паши Эвбейского:Δ-396.
В апреле 1827 года Дракос принял участие в сражении при Фалероне:Г-351, завершившегося самым большим поражением повстанцев в ходе Освободительной войны. Видя интриги возглавлявших на тот момент армию повстанцев англичан Томаса Кохрейна и Ричарда Чёрча, привёдших повстанцев к поражению, Дракос и Георгий Дзавелас, как пишет Д. Фотиадис, «предвидя неизбежную катастрофу, предпочли свою могилу, нежели отступление»:Г-363.
Тяжело раненный, Г. Дракос был взят в плен. Турецкий командующий Кютахья (Решид Мехмед-паша) попытался использовать его в переговорах с повстанцами осаждённого турками Акрополя, но без успеха:Г-370, после чего Кютахья отправил его в тюрьму в Халкис. Здесь Георгиос Дракос был убит (якобы) при попытке к бегству либо, как пишет Д. Фотиадис, покοнчил жизнь самоубийством, чтобы прервать таким образом пытки:Г-367.